# بوني جادوسيك
بوني جادوسيك (بالإنجليزية: Bonnie Gadusek)‏ مواليد 11 سبتمبر 1963 في بيتسبرغ، هي لاعبة كرة مضرب أمريكية سابقة بدأت مسيرتها كمحترفة سنة 1981 وكانت تلعب باليد اليمنى، اعتزلت اللعب في أبريل 1987. كما أنها إحدى بطلات الجراند سلام. أعلى تصنيف لها في الفردي كان المركز الـ 8 في سنة 1984.

## بطولات حققتها
- فرنسا المفتوحة

## الخط الزمني للفردي
مفتاح
| ف | ن | ن.ن | ر.ن | د# | د.م | ل | أ.أ | ت | غ | ب | ف | ذ | م.خ | ل.ت |

(ف) فاز بالبطولة (ن) وصل النهائي (ن.ن) نصف النهائي (ر.ن) ربع النهائي (د#) الأدوار الأربعة الأولى (د.م) دور المجموعات (ل) شارك في كأس ديفيز (أ.أ) خرج من الأدوار الاولى (ت) خسر التصفيات التأهيلية (غ) غاب عن الحدث أو البطولة (ب) حصل على ميدالية برونزية (ف) حصل على ميدالية فضية (ذ) حصل على ميدالية ذهبية (م.خ) بطولة الماسترز خُفضت إلى مرتبة أقل (ل.ت) البطولة لم تعقد في السنة المعينة.
لتجنب الارتباك وازدواجية الحساب، يتم تحديث هذه المعلومات إما في نهاية البطولة، أو عندما تكون مشاركة اللاعب في البطولة قد انتهت.
| الدورة            | 1981  | 1982  | 1983  | 1984  | 1985  | 1986  | 1987  | إجمالي ف/م |
| ----------------- | ----- | ----- | ----- | ----- | ----- | ----- | ----- | ---------- |
| أستراليا المفتوحة | د2    | غ     | غ     | غ     | غ     | ل.ت   | غ     | 0 / 1      |
| فرنسا المفتوحة    | د1    | د3    | د1    | غ     | د4    | غ     | غ     | 0 / 4      |
| بطولة ويمبلدون    | غ     | غ     | غ     | غ     | د2    | غ     | غ     | 0 / 1      |
| أمريكا المفتوحة   | غ     | ر.ن   | د4    | د4    | د3    | ر.ن   | د1    | 0 / 6      |
| م.ف               | 0 / 2 | 0 / 2 | 0 / 2 | 0 / 1 | 0 / 3 | 0 / 1 | 0 / 1 | 0 / 12     |
| تصنيف نهاية العام | 35    | 18    | 19    | 13    | 10    | 13    | 461   |            |

- إجمالي ف / م = إجمالي الفوز والمشاركة

## روابط خارجية
- بوني جادوسيك على موقع رابطة محترفات التنس (الإنجليزية)
- بوني جادوسيك على موقع الاتحاد الدولي لكرة المضرب (الإنجليزية)
- بوني جادوسيك على موقع خلاصة التنس.كوم (الإنجليزية)